# Plumapathes
Plumapathes es un género de coral negro en el orden Antipatharia.

## Especies
Las especies incluidas en este género son:
- Plumapathes fernandezi (Pourtalès, 1874)
- Plumapathes pennacea (Pallas, 1766)